# Sörknatten
Sörknatten är ett berg och ett naturreservat i Ånimskogs socken i Åmåls kommun i Dalsland och en mindre del i Bengtsfors kommun.
Landformationerna i reservatet är unika i Sverige. Den kvartsitrika berggrunden tillhör Dalformationen och härbärgerar många sällsynta mossor och lavar. Området ingår i EU:s nätverk av skyddade naturområden, Natura 2000 och förvaltas av Västkuststiftelsen.
På Vingnäsbergen stod den dalsländske konstnären Otto Hesselbom och målade tavlan ”Vårt land” som nu finns på Nationalmuseum i Stockholm. Filmen om Ronja Rövardotter spelades till stor del in på Sörknatten.
Naturreservatet bildades 1981 och har därefter utökats 1997, 2015, 2016 och 2017.